# Erlenzäpfchen-Becherling
Der Erlenzäpfchen-Becherling (Ciboria viridifusca) ist eine Pilzart aus der Familie der Sklerotienbecherlingsverwandten (Sclerotiniaceae).

## Merkmale

### Makroskopische Merkmale
Die gestielten, becherförmigen Apothecien wachsen auf abgestorbenen Erlenzäpfchen, sind gelblich bis olivbraun und werden 1 bis 3 mm breit. Der Stiel wird 2–25 mm lang und ist 0,7–1,5 mm breit.

### Mikroskopische Merkmale
Die Sporen sind glatt, unseptiert und elliptisch und besitzen 1–2 Öltropfen. Sie werden 7,8 bis 10,6 × 4,2 bis 5,58 μm groß. Die Asci messen 110 bis 140 × 7 bis 10 μm. Die Paraphysen sind fädig mit keulenförmig erweiterter Spitze.

## Ökologie
Der Erlenzäpfchen-Becherling wächst saprophytisch ausschließlich auf abgestorbenen weiblichen Infloreszenzen und den Zäpfchen von Erlen. Die Zäpfchen sind „stromatisiert“, d. h. von den Hyphen durchzogen und geschwärzt. Der Pilz fruktifiziert im Herbst. Oft teilt er dieses sehr spezifische Habitat mit einem anderen Ascomyzeten: dem Erlenzäpfchen-Weichbecherchen (Mollisia amenticola), das ungestielte, weißliche, graue oder cremefarbene Fruchtkörper ausbildet. Ausschließlich auf männlichen Erlenkätzchen kommt der Erlenkätzchen-Becherling (Ciboria amentacea) vor.

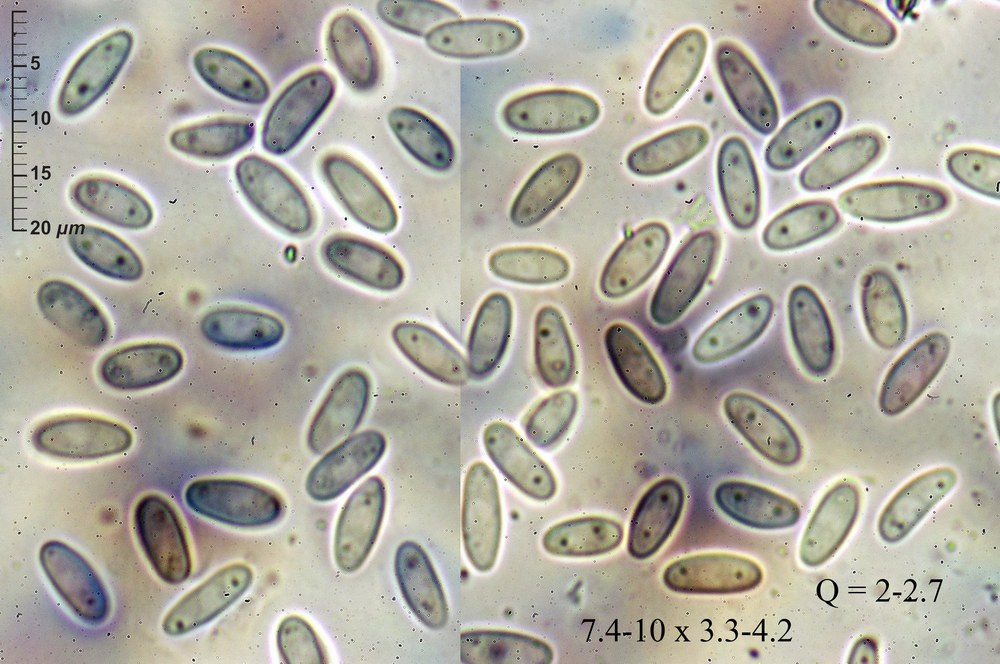
Sporen (1000× Vergrößerung)
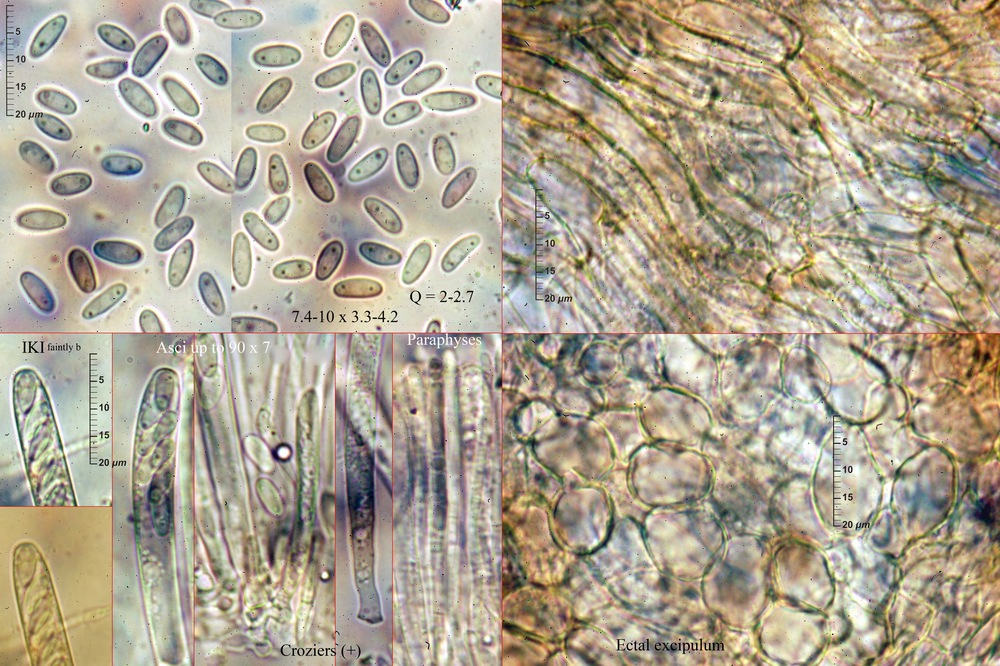
Mikroskopische Aufnahmen: Sporen; Hyphen; Asci und Paraphysen; Excipulum

## Vorkommen
Aufgrund der wenigen Funde ist ein Verbreitungsgebiet nur schwer anzugeben. So sind laut GBIF-Portal nur 21 Fundorte weltweit gelistet, die in Skandinavien, in Deutschland und Großbritannien liegen. Dennoch ist anzunehmen, dass sich das Vorkommen in etwa mit dem Vorkommen der Schwarz-Erle deckt. So stammt das abgebildete Foto aus Asturien, Spanien. In Österreich ist er aus Kärnten, Oberösterreich, Salzburg, Steiermark und Tirol bekannt. Belege gibt es auch aus Berlin, aus Großbritannien und Bulgarien. Vermutlich wird der Erlenzäpfchen-Becherling aufgrund seiner geringen Größe sehr oft übersehen.

## Belege
- Key to Ciboria species
- Ciboria viridifusca auf Asturnatura.com